# 莫热鲁
莫热鲁是巴西帕拉伊巴州的一个市镇。总面积218.993平方公里，总人口13284人，人口密度60.7人/平方公里。